# Herbert Carnegie
Temple de la renommée : 2022
 Herbert Henry Carnegie, dit Herb Carnegie, (né le 8 novembre 1919 à Toronto en Ontario et décédé le 9 mars 2012 dans cette même ville) est un joueur canadien de hockey sur glace. Considéré comme première vedette afro-canadienne du sport et comme le meilleur joueur noir à avoir jamais joué dans la LNH, il fonde l'une des premières écoles de hockey sur glace au pays. Membre de l'Ordre de l'Ontario et de l'Ordre du Canada, il est intronisé au temple de la renommée du hockey en 2022 comme bâtisseur.

## Biographie
Carnegie nait à Toronto dans une famille d'origine jamaïcaine. Dans les années 1930, son frère Ossie et lui ont travaillé comme mineurs à Perron, en Abitibi-Témiscamingue, . Tous les deux ont joué pour les Flyers de Perron et Herbert Carnegie devient rapidement l'un des meilleurs marqueurs de la ligue. Lors de la saison 1938-1939, avec l'équipe Lamaque-Perron, les frères Carnegie remportent le championnat de l'Association sportive du Nord-Ouest et la coupe Lewis Brothers. 
Alors qu'il joue pour son équipe secondaire, il est repéré par les Young Rangers de Toronto. Durant son passage dans TBSHL, Carnegie forme la première ligne semi-professionnelle complètement afro-canadienne du pays, surnommée les Black Aces, alors qu'il joue pour les Buffalo Ankerite de Timmins puis avec les Cataractes de Shawinigan Falls, les Randies de Sherbrooke et le Saint-François de Sherbrooke en compagnie de son frère Ossie et de Manny McIntyre. Carnegie capte l'attention de Conn Smythe, propriétaire des Maple Leafs de Toronto, qui aurait déclaré qu'il « signerait Carnegie demain pour les Maple Leafs s'il était blanc » et qu'il paierait 10 000$ à la personne qui « tournerait Carnegie blanc ». Ces remarques racistes laisseront une profonde marque sur la vie de Carnegie.
C'est cependant durant son passage dans la LSQ qu'il se fait remarquer. Il est nommé meilleur joueur à trois reprises. Il joue alors aux côtés de Jean Béliveau avec les As de Québec, qui déclare plus tard que la seule raison pour laquelle Carnegie n'a pas eu sa chance dans la LNH était la couleur de sa peau. Il est décrit comme l'un des joueurs les plus performants des années 40 et 50.
En 1948, Carnegie est invité au camp d'entrainement des Rangers de New York. Il reçoit alors une offre de l'équipe, mais celle-ci est moindre que le salaire qu'il fait à Sherbrooke ce qui pousse Carnegie à refuser l'offre. C'est cette année que Larry Kwong joue son seul match avec les Rangers, devenant le premier joueur d'origine asiatique à jouer dans la LNH. Après son passage dans la LSQ, il joue une saison avec les Mercurys d'Owen Sound dans la AHO Sr. Il prend sa retraite en 1954.
Lorsque Willie O'Ree devient le premier joueur à briser la barrière raciale dans la LNH en 1958, il déclare que Carnegie aurait dû être à sa place. Il devient par la suite un golfeur où il remporte plusieurs titres et championnats provinciaux dans les rangs séniors. À la retraite, Carnegie forme la Future Aces, une école de hockey sur glace centrée sur l'inclusion ainsi que l'une des premières du pays.

## Statistiques
| Saison     | Équipe                         | Ligue      |                            | Saison régulière           | Saison régulière           | Saison régulière           | Saison régulière           | Saison régulière           |                            | Séries éliminatoires       | Séries éliminatoires       | Séries éliminatoires       | Séries éliminatoires | Séries éliminatoires |
| Saison     | Équipe                         | Ligue      | PJ                         | B                          | A                          | Pts                        | Pun                        | PJ                         | B                          | A                          | Pts                        | Pun                        |                      |                      |
| 1933-1934  | Observers de Toronto           | Midget     | Statistiques indisponibles | Statistiques indisponibles | Statistiques indisponibles | Statistiques indisponibles | Statistiques indisponibles | Statistiques indisponibles | Statistiques indisponibles | Statistiques indisponibles | Statistiques indisponibles | Statistiques indisponibles |                      |                      |
| 1934-1935  | Earl Haig Secondary            | CAHS       | Statistiques indisponibles | Statistiques indisponibles | Statistiques indisponibles | Statistiques indisponibles | Statistiques indisponibles | Statistiques indisponibles | Statistiques indisponibles | Statistiques indisponibles | Statistiques indisponibles | Statistiques indisponibles |                      |                      |
| 1935-1936  | Vocational de Toronto          | Midget     | Statistiques indisponibles | Statistiques indisponibles | Statistiques indisponibles | Statistiques indisponibles | Statistiques indisponibles | Statistiques indisponibles | Statistiques indisponibles | Statistiques indisponibles | Statistiques indisponibles | Statistiques indisponibles |                      |                      |
| 1936-1937  | Vocational de Toronto          | Midget     | Statistiques indisponibles | Statistiques indisponibles | Statistiques indisponibles | Statistiques indisponibles | Statistiques indisponibles | Statistiques indisponibles | Statistiques indisponibles | Statistiques indisponibles | Statistiques indisponibles | Statistiques indisponibles |                      |                      |
| 1937-1938  | Vocational de Toronto          | Midget     | Statistiques indisponibles | Statistiques indisponibles | Statistiques indisponibles | Statistiques indisponibles | Statistiques indisponibles | Statistiques indisponibles | Statistiques indisponibles | Statistiques indisponibles | Statistiques indisponibles | Statistiques indisponibles |                      |                      |
| 1938-1939  | Young Rangers de Toronto       | AHO        | 13                         | 10                         | 6                          | 16                         | 10                         | 5                          | 4                          | 2                          | 6                          | 14                         |                      |                      |
| 1938-1939  | Port Office de Toronto         | TIHL       | 2                          | 1                          | 1                          | 2                          | 0                          | -                          | -                          | -                          | -                          | -                          |                      |                      |
| 1939-1940  | Flyers de Noranda              | NOHA       | Statistiques indisponibles | Statistiques indisponibles | Statistiques indisponibles | Statistiques indisponibles | Statistiques indisponibles | Statistiques indisponibles | Statistiques indisponibles | Statistiques indisponibles | Statistiques indisponibles | Statistiques indisponibles |                      |                      |
| 1940-1941  | Buffalo Ankerites de Timmins   | TBSHL      | 24                         | 9                          | 7                          | 16                         | 20                         | 3                          | 4                          | 4                          | 8                          | 2                          |                      |                      |
| 1941-1942  | Buffalo Ankerites de Timmins   | TBSHL      | 9                          | 6                          | 7                          | 13                         | 4                          | 4                          | 0                          | 3                          | 3                          | 0                          |                      |                      |
| 1943-1944  | All-Stars de Porcupine         | NOSHL      | Statistiques indisponibles | Statistiques indisponibles | Statistiques indisponibles | Statistiques indisponibles | Statistiques indisponibles | Statistiques indisponibles | Statistiques indisponibles | Statistiques indisponibles | Statistiques indisponibles | Statistiques indisponibles |                      |                      |
| 1944-1945  | Cataractes de Shawinigan Falls | LSQ        | 33                         | 24                         | 30                         | 54                         | 36                         | -                          | -                          | -                          | -                          | -                          |                      |                      |
| 1945-1946  | Maher Jewels de Toronto        | TMHL       | 2                          | 3                          | 2                          | 5                          | 0                          | -                          | -                          | -                          | -                          | -                          |                      |                      |
| 1945-1946  | Randies de Sherbrooke          | LSQ        | 40                         | 45                         | 30                         | 75                         | 57                         | 10                         | 5                          | 6                          | 11                         | 8                          |                      |                      |
| 1946-1947  | Saint-François de Sherbrooke   | LSQ        | 50                         | 33                         | 50                         | 83                         | 25                         | 10                         | 8                          | 8                          | 16                         | 6                          |                      |                      |
| 1947-1948  | Saint-François de Sherbrooke   | LSQ        | 56                         | 48                         | 79                         | 127                        | 51                         | 10                         | 2                          | 9                          | 11                         | 8                          |                      |                      |
| 1948-1949  | Saint-François de Sherbrooke   | LSQ        | 63                         | 35                         | 36                         | 71                         | 52                         | 12                         | 7                          | 8                          | 15                         | 10                         |                      |                      |
| 1949-1950  | As de Québec                   | LSQ        | 59                         | 26                         | 33                         | 59                         | 32                         | 13                         | 2                          | 8                          | 10                         | 16                         |                      |                      |
| 1950-1951  | As de Québec                   | LSQ        | 57                         | 18                         | 40                         | 58                         | 35                         | 19                         | 3                          | 10                         | 13                         | 23                         |                      |                      |
| 1951-1952  | As de Québec                   | LSQ        | 56                         | 22                         | 30                         | 52                         | 16                         | 15                         | 4                          | 12                         | 16                         | 8                          |                      |                      |
| 1952-1953  | As de Québec                   | LSQ        | 52                         | 11                         | 18                         | 29                         | 10                         | 22                         | 8                          | 9                          | 17                         | 2                          |                      |                      |
| 1953-1954  | Mercurys d'Owen Sound          | AHO Sr.    | 54                         | 20                         | 35                         | 55                         | 22                         | 10                         | 5                          | 6                          | 11                         | 8                          |                      |                      |
| Totaux LNH | Totaux LNH                     | Totaux LNH | 23                         | 1                          | 1                          | 2                          | 18                         | -                          | -                          | -                          | -                          | -                          |                      |                      |

## Honneurs
Membre de l'Ordre de l'Ontario et de l'Ordre du Canada, Carnegie est admis à quatorze temples de la renommée dont celui du hockey en 2022 comme bâtisseur. Il a un doctorat honorifique de l'Université York. Un aréna de North York est nommé en son honneur tout comme une école à Vaughan.
À Val-d'Or, dans le secteur Louvicourt, un chemin est nommé en son honneur, ainsi que celui de son frère Ossie. 

## Vie personnelle
Carnegie a quatre enfants. Sa troisième, Bernice, est impliquée dans les différentes fondations liées à son père. Il a joué dans les mêmes équipes que son frère Ossie. Son petit-fils, Rane Carnegie, a également joué au hockey chez les professionnels. À la fin de sa vie, il souffre de glaucome qui le rend aveugle. Selon sa fille Bernice, Carnegie a mentalement souffert de ses opportunités manquées en raison de la couleur de sa peau durant la fin de sa vie. Cela est particulièrement vrai pour les commentaires de Conn Smythe à son égard alors qu'il avait 18 ans. Il meurt le 9 mars 2012.